# Qama
El qama (en circasiano, قمه ) es una espada corta circasiana, conocida como kina en el norte del Cáucaso y kama en Georgia.

## Descripción

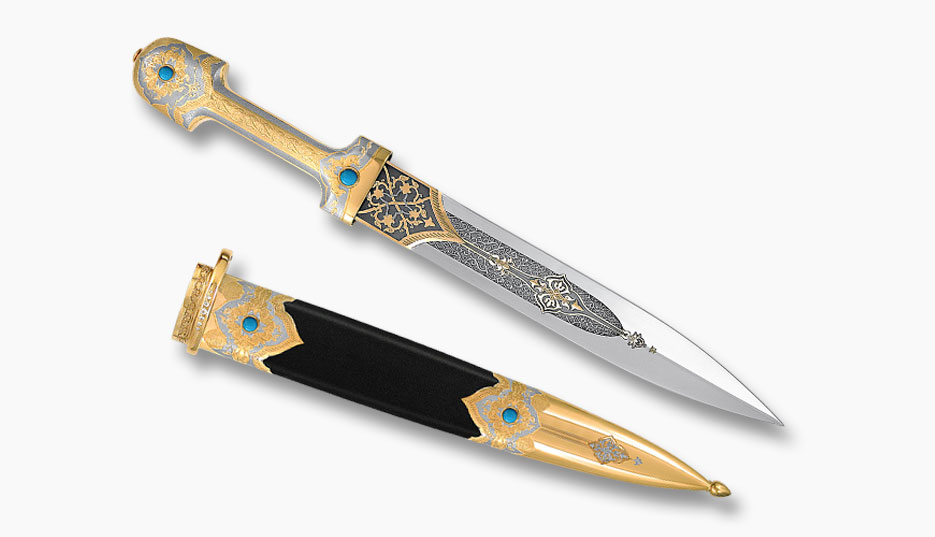

Es un cuchillo de lucha largo o espada corta y ancha de doble filo, llevada tradicionalmente por los cosacos, quienes la adoptaron de los circasianos, y es comúnmente conocida como la "daga de los cosacos" y como Kindjal en Rusia y Ucrania. Se parece al gladius romano y al dirk escocés.